# Леленча
Леленча (серб. Љељенча / Ljeljenča) — село в общине Биелина Республики Сербской Боснии и Герцеговины. Население составляет 976 человек по переписи 2013 года.